# Вайхеринг
Вайхеринг (нем. Weichering) — община в Германии, в земле Бавария. 
Подчиняется административному округу Верхняя Бавария. Входит в состав района Нойбург-Шробенхаузен.  Население составляет 2402 человека (на 31 декабря 2010 года). Занимает площадь 24,60 км².